# Monster High
Monster High – amerykańska linia lalek stworzona przez Garrett Sander z ilustracjami wykonanymi przez Kellee Riley. Zostały one oficjalnie wydane na rynek w lipcu 2010 roku, ale wykonane w 2007 roku.
Postacie są inspirowane filmowymi potworami i fantastyką grozy, co odróżnia je od większości lalek. Postacie są przedstawione jako będące potomstwem lub związane ze sławnymi potworami takimi jak Drakula, potwór Frankensteina, mumia, meduza, potwór z Czarnej Laguny, zombie, wilkołakami, kotołakami i duchami.
Seria Monster High obejmuje również inne produkty takie jak pluszowe zabawki, artykuły papiernicze, torby, akcesoria, odzież i różne zabawki i elektronika. Seria książek pt. „Monster High” napisana przez Lisi Harrison (Elita, Alfy) zaczęła ukazywać się jesienią w 2010 roku. Do tej pory wydane zostały cztery książki z tej serii, wszystkie wydane są także w Polsce. Tytuły tych książek to: „Upiorna szkoła”, „Upiór z sąsiedztwa”, „O wilku mowa...” oraz „Po moim trupie”. Dostępne są także kilkuminutowe animowane odcinki. 25 października 2011 roku wydana została gra MONSTER HIGH™ GHOUL SPIRIT™ na platformy NDS i Wii, polska premiera gry odbyła się 11 listopada 2011 roku.
Na potrzeby firmy Mattel powstał także oficjalny teledysk do polskiej wersji piosenki Fright Song śpiewanej przez Ewę Farną.

## Odcinki
| N/o | Tytuł polski            | Tytuł angielski                     |
| --- | ----------------------- | ----------------------------------- |
| 1   | Posągowa sprawa         | Totally Busted                      |
| 2   | Zjemwas Brothers        | Jaundice Brothers                   |
| 3   | Cyrano de Ghoulia       | Cyrano De Ghoulia                   |
| 4   | Błękitna Lagoona        | Blue Lagoona                        |
| 5   | Elektryzujący dzień     | Bad Scare Day                       |
| 6   | Przestrachanie          | Clawditions                         |
| 7   | Pryszczylla             | A Bad Zituation                     |
| 8   | Foto wpadka             | Photo Finish                        |
| 9   | Potworniarki            | Fear Squad                          |
| 10  | Zrzynanie               | Copy Canine                         |
| 11  | Zastępotworstwo         | Substitute Creature                 |
| 12  | 16. Urodziny            | Party Planners                      |
| 13  | Szał mody               | Talon Show                          |
| 14  | Walka o wolność         | Freedom Fight                       |
| 15  | Ross Palony             | The Hot Boy                         |
| 16  | Konkurs naukowy         | Mad Science Fair                    |
| 17  | Zwariowany piątek       | Freakout Friday                     |
| 18  | Szokująco czadowe       | Shock and Awesome                   |
| 19  | Przemiana               | The Good, the Bat, and the Fabulous |
| 20  | Plotki pędzą jak potoki | Rumor Run Wild                      |
| 21  | Sierść będzie fruwać    | Fur Will Fly                        |
| 22  | Horroskop               | Horrorscope                         |
| 23  | Posągowa wpadka         | Idol Threat                         |
| 24  | Ostrożnie jak z jajkiem | Hatch Me If You Can                 |
| 25  | Randka umarlaków        | Date of the Dead                    |
| 26  | Strach przed zadaniem   | A Scare of a Dare                   |
| 27  | Pogadanka z rodzicami   | Parent-Creature Conference          |

| N/o | Tytuł polski                    | Tytuł angielski             |
| --- | ------------------------------- | --------------------------- |
| 1   | Polityka krzyku                 | Scream Building             |
| 2   | Czego tu się bać?               | Why We Fright               |
| 3   | Potworamida                     | Fear-a-Mid Power            |
| 4   | Straszni przyjaciele            | Beast Friends               |
| 5   | Reprezentacyjny wygwizd         | Varsity Boos                |
| 6   | Sądny dzień                     | Gloomsday                   |
| 7   | Upadły duch                     | Falling Spirits             |
| 8   | Błąd krytyczny                  | Fatal Error                 |
| 9   | Plażowy pisk                    | Screech to the Beach        |
| 10  | Sprawdzian                      | Witch Trials                |
| 11  | Nie chwal dnia przed nocą       | Don't Cheer the Reaper      |
| 12  | Droga do potwornych mistrzostw  | Road to Monster Mashionals  |
| 13  | Królowa Przekrętu               | Queen of the Scammed        |
| 14  | Piątek trzynastego              | Frightday the 13th          |
| 15  | Lalka Strachu                   | HooDoo You Like?            |
| 16  | Zaciskanie pętli                | Fear Pressure               |
| 17  | Strach przed albumem            | Fear The Book               |
| 18  | Desperackie godziny             | Desperate Hours             |
| 19  | Miss Zamieszczania              | Miss Infearmation           |
| 20  | Zmiana zdania                   | Hyde and Shriek             |
| 21  | Przywidzenia martwych           | Daydream of the Dead        |
| 22  | Nie Neferce!                    | Nefera Again                |
| 23  | Powrót do Straszyceum           | Back-to-Ghoul               |
| 24  | Paskudne wrażenie               | Abominable Impression       |
| 25  | Zamrażanie więzi                | Frost Friends               |
| 26  | Zmiany sercowe                  | Hyde Your Heart             |
| 27  | Kim jest "Cerberek"?            | Ghostly Gossip              |
| 28  | Potwora żal                     | Hiss-teria                  |
| 29  | Upiór w Operettcie              | Phantom of the Opry         |
| 30  | Miłosny trójkąt Bermudzki       | The Bermuda Love Triangle   |
| 31  | Podwajanie problemów            | Here Comes Treble           |
| 32  | Podwójna osobowość              | Dueling Personality         |
| 33  | Rządy Neferki                   | Neferamore                  |
| 34  | Powrót zza grobu                | Rising from the Dead        |
| 35  | Potworniarskie mistrzostwa cz.1 | Monster Mashionals Part One |
| 36  | Potworniarskie mistrzostwa cz.2 | Monster Mashionals Part Two |

| N/o | Tytuł polski                          | Tytuł angielski                 |
| --- | ------------------------------------- | ------------------------------- |
| 1   | Zombie górą!                          | Dodgeskull                      |
| 2   | Godna rywalka                         | Game of DeNile                  |
| 3   | Przyjaciel Stracha                    | HooDude Voodooo                 |
| 4   | Czar na katar                         | Uncommon Cold                   |
| 5   | Dla każdego coś smacznego             | Home Ick                        |
| 6   | Zakazany wynalazek                    | Honey, I Shrunk the Ghouls      |
| 7   | Upiór w operze                        | Hickmayleeun                    |
| 8   | Potwornie niezastąpiona               | Unlife to Live                  |
| 9   | Infekcja strachu                      | Scare-born infection            |
| 10  | Ten się śmieje ostatni                | Tortoise and The Scare          |
| 11  | Duchy z nieczystym sumieniem          | Ghosts with Dirty Faces         |
| 12  | Jak to w rodzinie                     | Sibling Rivalry                 |
| 13  | Nie ma jak w domu                     | No Place Like Nome              |
| 14  | Spowiedź winowajców                   | Creepfast Club                  |
| 15  | Nieznane oblicza Toralei              | The Nine Lives of Toralei       |
| 16  | Przygoda w głębinie                   | Abyss Adventure                 |
| 17  | Zakupohorror                          | Mauled                          |
| 18  | Dobrana para                          | A Perfect Match                 |
| 19  | Strachu jak ty to robisz?             | HooDoo That VooDoo That You Do  |
| 20  | Wiem, co zrobiłaś zeszłej strachonocy | I Know What You Did Last Fright |
| 21  | Zabójcza prędkość                     | The Need for Speed              |
| 22  | Piękno tkwi w kropkach                | Night of a Thousand Dots        |
| 23  | Dzień potwo-ekologii                  | Unearthed Day                   |
| 24  | Historia z pazurem                    | Hiss-toria                      |
| 25  | W obronie miłości                     | Defending your Lagoona          |
| 26  | Najlepsza straszyciółka               | Beast Ghoulfriend               |
| 27  | Kreatura roku                         | Creature of the Year            |
| 28  | Co zrobić z voodoo?                   | Undo the Voodoo                 |
| 29  | Szlachetna rywalizacja                | Bean Scare Done That            |
| 30  | Rola z pazurem                        | Clawbacks                       |
| 31  | To tylko awaria                       | Aba-Kiss Me Deadly              |
| 32  | Wyprowadzeni w pole                   | Field of Screams                |
| 33  | Straszny spadek                       | Inscare-itance                  |
| 34  | Dziwna randka                         | Freaky Fridate                  |
| 35  | Upiorny taniec                        | Fright Dance                    |
| 36  | Śledztwo w sprawie Róży               | The Investigation Into the Rose |
| 37  | Korytarze mają oczy                   | The Halls Have Eyes             |
| 38  | Koktajl z prądem                      | Frankie’s Joltin' Juice         |
| 39  | Wściekłe duchy                        | Angry Ghouls                    |
| 40  | Scarah-jasnowidząca                   | Scarah-Voyant                   |
| 41  | Inwazja łowców potworów               | Invasion of the Ghoul Snatchers |
| 42  | Lekcja wampi-stylu                    | Franken Styled                  |
| 43  | Miłosna gorączka                      | Fierce Crush                    |
| 44  | Zatrzymać czas                        | Boo Year’s Eve                  |

| N/o  | Tytuł polski                      | Tytuł angielski                                           |
| ---- | --------------------------------- | --------------------------------------------------------- |
| 1    | Brykający amant                   | Stich-uation                                              |
| 2    | Przewodnicząca czachy szkoły      | Student Disembodied President                             |
| 3    | Drzewo życia                      | Tree of Unlife                                            |
| 4    | Zabawa w kotka i myszkę           | Chasing the Mouse                                         |
| 5    | Potwomorfoza                      | Lagoona's Bad Day                                         |
| 6    | Wampirock w katakumbach           | Playing the Boos                                          |
| 7    | Naj-upiofajniejsza pora roku      | The Ghoulest Season                                       |
| 8    | Inwazja                           | Party Undead                                              |
| 9    | Siła sprytu                       | Tough As Scales                                           |
| 10   | Straszy-dziedzictwo               | Scare-itage                                               |
| 11   | Szaleństwo na kółkach             | Ready, Wheeling and Able                                  |
| 12   | Jesteśmy w Monster High           | We are Monster High                                       |
| 13   | Wszystko dla sztuki               | Eye of the Boo-holder                                     |
| 14   | Kto to taki?                      | Who’s the Boo Girl?                                       |
| 15   | Nowa upiorka w szkole             | Boo Ghoul at School                                       |
| 16   | Przygody straszypupilków          | Creature Creepers Adventures Part 1: Bat Dialing Disaster |
| 17   | Do boju, potwory!                 | Scream Spirit                                             |
| 18   | Dom mroku                         | Boogey Mansion                                            |
| 19   | Opowieści ze skryptów             | Tales from the Script                                     |
| 20   | Potwory muzyki                    | Monsters of Music                                         |
| 21   | Ostrożnie z życzeniami            | Scareful What You Wish For                                |
| 22   | Bal na bagnach                    | Just Ghost to Show Ya                                     |
| 23   | Mistrzyni kamuflażu               | Master of Hiss-guise                                      |
| 24   | Jane wkracza do akcji             | Boolittle Too Late                                        |
| 25   | Królowa dżungli                   | Jungle Boo-gie                                            |
| 26   | Zwyczajny potwór                  | Just One of the Ghouls                                    |
| 27   | Nauka znikania                    | In Plain Fright                                           |
| 28   | Zawody z pazurem                  | Join the Scream                                           |
| 29   | Zombie Shake                      | Zombie Shake                                              |
| 30   | Straszna Straszystołówka          | Cerrpateria                                               |
| 31   | Przygody zwierzaków w Straszyceum | Creature Creepers Adventures Part 2: The Coin Calamity    |
| 32   | Do zakochania jeden wzrok         | I Only Have Eye for You                                   |
| 33   | Randka w gwiazdach                | So You Think You Can Date                                 |
| 34   | Wewnętrzny potwór cz. 1           | Inner Monster 1.0                                         |
| 35   | Wewnętrzny potwór cz. 2           | Inner Monster 2.0                                         |
| 36   | Neightan wchodzi do gry           | Graveball Grates                                          |
| 37   | Dzień Duchosyreny                 | Happy Howlidays                                           |
| 38   | Domy upiornych zwierzaków         | Creature Creepers Adventures Part 3: Creature Cribs       |
| ’39' | Męska rzecz                       | Boys Fright Out                                           |
| 40   | Szafka Draculaury                 | Draculocker                                               |

### Sezon 5 (2014–2015)
| N/o | Tytuł polski                  | Tytuł angielski            |
| --- | ----------------------------- | -------------------------- |
| 1   | Głosuj na Castę               | Casta Vote                 |
| 2   | Potwoczadowy koncert Casty    | I Casta Spell On You       |
| 3   | Sayonara Draculauro           | Sayonara Draculaura        |
| 4   | Lorna z Loch Ness             | Lochness Lorna             |
| 5   | Spotkanie w Monster Picchu    | Meet You In Monster Picchu |
| 6   | Potwopotworne nieporozumienie | Looks Gil-ty               |
| 7   | Nie to piękne, co piękne      | The Agony of D'Feet        |
| 8   | Bal Mrocznego Kwiatu, część 1 | Gloom and Bloom, Part 1    |
| 9   | Bal Mrocznego Kwiatu, część 2 | Gloom and Bloom, Part 2    |
| 10  | Dobry zwyczaj nie pożyczaj    | Bad Tomb-mates             |
| 11  | Cyrk de Szyk Akt 1            | Freak Du Chic Act 1        |
| 12  | Cyrk de Szyk Akt 2            | Freak Du Chic Act 2        |
| 13  | Cyrk de Szyk Akt 3            | Freak Du Chic Act 3        |
| 14  | „Cel: Straszyceum” Część 1    | From Fear to There Part 1  |
| 15  | „Cel: Straszyceum” Część 2    | From Fear to There Part 2  |
| 16  | Lekcja kreatywności           | Decomposition Class        |

### Specjalne i promocyjne webisody
| N/o | Tytuł angielski         |
| --- | ----------------------- |
| 1   | Kind: The Shockumentary |
| 2   | Fashion Emergency       |
| 3   | Super Fan               |
| 4   | Zom-Beach Party         |
| 5   | We Stop Hate            |

### Filmy animowane i odcinki specjalne
- „Nowy upiór w szkole” (ang. Monster High: New Ghoul @ School) – halloweenowy odcinek specjalny, pokazywał pierwszy tydzień Frankie Stein w nowej szkole. (Premiera oryginału: 31.10.2010).
- „Różnice kulturowe kłów i futer” (ang. Monster High: Fright On) – 45-minutowy odcinek specjalny. (Premiera oryginału: 31.10.2011). Film zdubbingowany, technika 2D.
- „Upiorki rządzą” (ang. Ghouls Rule!) – halloweenowy pełnometrażowy film wydany na DVD 18 października 2012 w Polsce. (Premiera oryginału: 09.10.2012). Technika 3D. Zawierał dodatkowo 3 odc. specjalne:
  - „Kwiaty dla Wolnego Moe” (ang. Flowers for Slow Moe)
  - „Przepis na szóstkę” (ang. I Scream, You Scream)
  - „Tylko dla mężczyzn” (ang. No Ghouls Allowed)
- „Ucieczka ze skalnej czaszki” (ang. Escape From Skull Shores) – 45-minutowy odcinek specjalny wyemitowany w Polsce 2 grudnia 2012 r. na kanale Disney Channel. (Premiera oryginału: 13.04.2012). 3D
- „Upiorna siła miłości” (ang. Why Do Ghouls Fall In Love?) – 45-minutowy odcinek specjalny wyemitowany w Polsce 19 grudnia 2012 przez Disney Channel. (Premiera oryginału: 12.02.2012). 3D
- „Wampigorączka piątkowej nocy” (ang. Friday Night Frights) – pełnometrażowy film wydany na DVD 24 stycznia 2013 w Polsce. (Premiera oryginału: 21.01.2013). 3D
- „Upioryż: miasto strachu” (ang. Scaris: City of Frights) – odcinek specjalny wydany w Polsce 9 maja 2013 (Premiera oryginału: 03.03.2013). 3D
- „13 Życzeń” (ang. Monster High: 13 Wishes) – pełnometrażowy film nieemitowany w Polsce. (Premiera oryginału: 8.10.2013 rok). 3D
- „Strach, kamera, akcja!” (ang. Fright, Camera, Action!) – pełnometrażowy film nieemitowany w Polsce. (premiera oryginału – 11 marca 2014). 3D
- „Upiorne połączenie” (ang. Freaky Fusion) – pełnometrażowy film (premiera 16 września 2014 roku). 3D
- „Szkoła duchów” (ang. Haunted) – pełnometrażowy film (premiera 10 marca 2015 roku). 3D
- „Boo York, Boo York” – pełnometrażowy film (premiera 17 października 2015 roku). 3D
- „Podwodna straszyprzygoda” (ang. Great Scarrier Reef) – pełnometrażowy film (premiera 4 kwietnia 2016 roku). 3D
- "Witamy w Monster High (ang. Welcome To Monster High) – pełnometrażowy film (premiera jesień 2016 roku). 3D
- Monster High – Zelektryzowani (ang. Electrified) – pełnometrażowy film (premiera 27 lutego 2017)

## Postacie

### Główni bohaterowie
- Frankie Stein – ma jedynie 15 dni, została stworzona przez swojego ojca, potwora Frankensteina. Ma zieloną skórę i szwy, jest nowa w Straszyceum. Jest córką Potwora Dr. Victora Frankensteina i jego żony Viveki. Jej zwierzakiem jest szczeniak o imieniu Cotoś (ang. Watzit). Frankie jest przyjazna i wysportowana, ale bardzo niezdarna, a jej części ciała odpadają. Bardzo lubi Wyczesa Hyde’a oraz Jacksona Jekylla, ale dopiero później dowiaduje się, że Wyczes Hyde to jego alter ego.
- Draculaura – córka wampira, to nie jej wina, że jest wegetarianką, ale warto nadmienić, że gdy usłyszy jak ktoś, albo sama mówi „krew” oraz jak widzi mięso (np. stek), zawsze traci przytomność, od razu padając na ziemię niczym meteoryt. Ma 1600 lat, jej zwierzakiem jest nietoperz o imieniu Hrabia Wspaniały. Ma kły, jest przyjazna i bardzo urocza, lubi pisać opowiadania o swoich przyjaciołach. Draculaura jest wielką fanką różu i czerni, lubi spacery w słońcu, ale z parasolem. Jej ojciec to hrabia Dracula. Jest szaleńczo zakochana w bracie Clawdeen.
- Clawdeen Wolf – jest córką wilkołaka. Ma 15 lat, jest pokryta futrem i ma po dwa kolczyki w każdym ze swych spiczastych uszu. Ma fioletowego kota domowego o imieniu Crescent. Kocha modę, jest pewna siebie, towarzyska i bardzo przyjazna dla każdego potwora.
- Lagoona Blue – córka potwora morskiego. Ma 15 lat, nosi swoją różową piranię Neptunę w okrągłym akwarium (jak w torebce). Kocha zwierzęta, jest wysportowana i wyluzowana. Uwielbia pływać, wraz z jej zwierzakami. Zakochana z wzajemnością w Gilu.
- Cleo de Nile – córka mumii. Ma około 5842 lata, jej zwierzątkiem jest kobra o imieniu Hissette. Jest kapitanem drużyny potworniarek (szkolnych cheerleaderek), a także dziewczyną Deuce’a Gorgona. Cleo jest najbardziej popularnym potworem w Straszyceum.
- Ghoulia Yelps – córka pary zombie. Ma 16 lat i jest jedną z najmądrzejszych uczniów w Straszyceum, mimo że mówi tylko w języku „zombie” – składającym się z jęków i okrzyków. Ma niebieską sowę o imieniu Sir Hukacz. Jest nieśmiała i lubi czytać. Podoba jej się zombie Wolny Moe.
- Deuce Gorgon – syn gorgony Meduzy i chłopak Cleo de Nile. Ma 16 lat, nosi okulary przeciwsłoneczne, aby zapobiec zamienianiu innych w kamień, ma kilka zielonych węży na głowie, ma na prawej ręce zielony tatuaż. Lubi jeździć na desce, grać w trumno-koszykówkę oraz gotować (choć nie przyznaje się do tego). Jego zwierzątkiem jest Perseus – szczur o dwóch ogonach.

### Inni
- Holt Hyde (tłum. Wyczes Hyde w odcinkach) – syn pani i pana Hyde. Ma 16 lat oraz ognisty styl, a płomienie dosłownie buchają z jego ciała. Jest alter ego Jacksona Jekylla. W serialu Jackson zmienia się w Holta gdy słyszy muzykę, w pamiętnikach lalek staje się nim w nocy, a w książkach transformacja następuje podczas wysokiej temperatury. Po raz pierwszy występuje w odc. „Zmiana zdania”. Uwielbia kolor pomarańczowy i ostre skrzydełka. Kocha muzykę i nie rozstaje się ze swoimi słuchawkami. Jego zwierzątko to kameleon Crossfade. Bardzo lubi Frankie Stein.
- Jackson Jekyll – syn doktora Jekylla i pani Jekyll, a także pierwsza ludzka postać w oryginalnej serii lalek. Ma 16 lat, jest jednym z najlepszych przyjaciół Deuce’a. Jego alter ego jest Holt Hyde, ale nie jest tego świadomy. Po raz pierwszy pojawia się w odc. „Zaciskanie pętli”. Jest kuzynem Rossa Palonego (ang. Heath Burns). Jego zwierzątko to kameleon Crossfade. Bardzo lubi Frankie Stein.
- Ross Palony (ang. Heath Burns) – jest kuzynem Jacksona Jekylla, potrafi dosłownie stanąć w płomieniach. Po raz pierwszy pojawia się w tle odcinka „Zastępotworstwo”, a w odc. „Ross Palony” umówił się z Draculaurą. Jego pochodzenie nie jest znane. Jego włosy stają w płomieniach, gdy widzi dziewczynę, która mu się podoba.Prawdopodobnie chodzi z Abbey. Nie ma zwierzątka, ale zbiera pieniądze na smoka.
- Spectra Vondergeist – jest duchem tak jak jej rodzice. Prowadzi anonimowo plotkarską kolumnę pt. „Cerberek” w szkolnej gazetce. Ma 16 lat, lubi kolor fioletowy, a jej zwierzątko to fretka domowa o imieniu Rhuen. Podoba jej się Porter Geiss.
- Abbey Bominable – jest córką yeti. Ma 16 lat. Po raz pierwszy pojawia się w odc. „Powrót do Straszyceum”. Jest uczennicą z wymiany, pochodzi z północy i mówi z rosyjskim akcentem. Jej rodzina przyjaźni się z Dyrektor Krewnicką, dlatego też Abbey mieszka z nią na czas nauki w Straszyceum. Jej zwierzątkiem jest mały mamut o imieniu Shiver.
- Operetta – jest córką upiora z Opery. Urodziła się we Francji, ale dorastała w Nowym Orleanie. Ma 16 lat, uwielbia słuchać muzyki i śpiewać, posiada studio nagrań pod katakumbami. Po raz pierwszy pojawia się w odc. „Potwora żal”. Jej zwierzątko to pająk o imieniu Memphis „Daddy O” Longlegs.
- Toralei Stripe – Toralei jest kotołakiem. Ma 15 lat (żyje w swoim pierwszym z 9 żyć). Po raz pierwszy pojawia się w odc. „Polityka krzyku”. Była potworniarką dopóki ona i reszta potworniarek (z wyjątkiem Frankie) zmęczone się perfekcjonizmem Cleo odeszły z drużyny. Cleo i jej przyjaciółki nazywają ją Kizią-Mizią. Przyjaźni się z bliźniaczkami Purrsephone i Meowlody. Jej zwierzątko to mały tygrysek szablozębny o imieniu Sweet Fang.
- Purrsephone i Meowlody – to siostry bliźniaczki, także są kotołakami. Mają 15 lat. Nie wiadomo o nich zbyt wiele. Jedna z nich ma czarne włosy, a druga białe. Purrsephone ma czarne włosy, a Meowlody ma białe. Ich zwierzątko to kanarek. Nie posiadają go już, ponieważ jedna z nich była na niego uczulona. Po polsku nazywają się Mruczyfona i Miaulodia.
- Nefera de Nile – jest siostrą Cleo de Nile, córka mumii, ma 5845 lat (jest 3 lata starsza od Cleo). Nefera jest główną antagonistą w drugiej serii. Nefera była kapitanem drużyny potworniarek zanim ukończyła Straszyceum. Jej zwierzątkiem jest skarabeusz o imieniu Azura.
- Howleen Wolf – młodsza siostra Clawda i Clawdeen, ma także kilku innych braci i siostry. Dzieli pokój z Clawdeen i stale pożycza jej ubrania bez pytania. Howleen zaprzyjaźnia się z Abbey, po tym jak ona staje w jej obronie (gdy jest prześladowana przez Manny’ego). Po raz pierwszy pojawia się w o specjalnym pt. „Różnice kulturowe kłów i futer”. Ma 14 lat. Jej zwierzątkiem jest jeż o imieniu Cushion.
- Clawd Wolf – starszy brat Clawdeen i Howleen. Ma 17 lat. Chodzi z Draculaurą i gra w drużynie straszykówki. Jego pies, buldog, ma na imię Rockseena.
- Moe „Wolny-Moe” Deadovitch (ang. Slow-Moe) – okazjonalnie pojawia się w webisodach, po raz pierwszy pojawił się w odc. „Cyrano de Ghoulia” jako obiekt westchnień Ghoulii. Podobnie jak ona mówi tylko w języku zombie, który brzmi jak pomruków i jęki dla tych, którzy jego nie rozumieją. Wolny-Moe odwzajemnia uczucia Ghoulii. Wolny-Moe jest członkiem zespołu szachowego, którego członkostwo obejmuje głównie zombie. Jego pełne imię i nazwisko zostało ujawnione w grze wideo na Wii Monster High.
- Gillington „Gil” Webber – Gil jest synem potwora rzecznego. Po raz pierwszy został wprowadzony w webisodzie „Błękitna Lagoona”. Jest chłopakiem Lagoony, a także jest jednym z najlepszych członków w drużynie pływackiej. Na ziemi Gil nosi skafander wypełniony wodą, aby móc oddychać, choć w odc. „Ostrożnie jak z jajkiem” i na Mrocznej Plaży może chodzić przez krótki czas bez niego. Gil odwzajemnia uczucia Lagoony, ale jego rodzice sprzeciwiają się ich związkowi, ponieważ Lagoona jest potworem morskim, natomiast rodzina Webberów to potwory słodkowodne. W odc. „Powrót do Straszyceum” Lagoona jest zła dowiadując się, że rodzice Gila przenieśli go do innej szkoły, choć w odc. „Podwajanie problemów” Gil najwyraźniej powrócił do Straszyceum. Jego pierwsza lalka jest częścią linii plażowej z 2012 r. Skull Shores.
- Scarah Screams (pl. Scarah Krzyk) – jest córką banshee. Pojawiała się w tle wielu webisodów, choć większą rolę odegrała dopiero w odc. Co zrobić z voodoo?. Scarah pojawiła się też w odcinku specjalnym I Scream, You Scream, gdzie pomaga Cleo. Ma zdolności telepatyczne. Scarah ma białe oczy bez źrenic, zielonkawą skórę i czarne włosy czesane w stylu bouffant flip. Howleen w swoim pamiętniku wspomina przyjaciółkę, banshee, która nie potrafi dochować tajemnicy, prawdopodobnie nawiązując do Scarah. Była jedną z trzech postaci (pozostałe dwie to Dyrektor Krewnicka i Córka Arachne), które jako następne miały zadebiutować jako lalki; firma Mattel przeprowadziła głosowanie w 2011 roku w San Diego Comic-Con International, aby wybrać jedną z nich. 11 sierpnia 2011 roku, oficjalny profil na facebooku ogłosił, że Scarah otrzymała najwięcej głosów w ankiecie. Prototyp lalki Scarah Screams został odsłonięty w 2011 roku w San Diego podczas Comic-Con International, a oficjalna lalka ma zostać wydana w 2012 roku.
- C.A. Cupid – córka Erosa. Ma tyle lat co „młodzieńcza miłość”. Używa inicjałów C.A., ponieważ jej pełne imię Chariclo Arganthone jest zbyt długie i trudne do wymówienia. Podobnie jak jej ojciec pełni funkcję boga miłości dla ludzi, C.A. pełni podobną rolę dla potworów. Choć w przeciwieństwie do ojca jest okropną łuczniczką. Aby zrekompensować brak łuczniczych umiejętności, C.A. jest świetna w udzielaniu porad dotyczących uczuć i związków, prowadzi również radiowy talk-show w katakumbach Straszyceum. C.A. Cupid miała swoją pierwszą dużą rolę w filmie „Upiorna siła miłości”.
- Venus McFlytrap – córka potwora roślinnego. Ma 15 lat, lubi nosić wyraziste i krzykliwe ubrania, aby przyciągnąć uwagę innych potworów oraz kolor zielony. Venus jest pasjonatką ochrony środowiska, czasem zdarza jej się wytworzyć pyłek, dzięki któremu „przekonuje” innych do swoich racji. Venus wystąpiła epizodycznie w filmach „Upiorna siła miłości” i „Ucieczka ze skalnej czaszki”. Pierwszą większą rolę miała w odc. „Dzień potwo-ekologii”. Jej zwierzątkiem jest muchołówka o imieniu Chewlian. Jej lalka została przedstawiona na targach zabawek w Nowym Jorku w 2012 roku.
- Robecca Steam – córka szalonego naukowca, ma 116 lat. Robecca jest robotem (androidem) o miedzianej skórze łączonej nitami. Jej wewnętrzny zegar nie działa prawidłowo i czasem zdarza jej się spóźnić do szkoły. Jej zwierzątkiem jest mechaniczny pingwin o imieniu Kapitan Penny. Jej lalka została przedstawiona na targach zabawek w Nowym Jorku w 2012 roku, a oficjalna lalka ma zostać wydana w sierpniu 2012 roku.
- Rochelle Goyle – córka gargulców, ma 415 lat. Jest uczennicą z wymiany, pochodzi z Francji. Rochelle jest bardzo opiekuńcza wobec swoich przyjaciół, ale może to stać na przeszkodzie tym, którzy nie pragną jej ochrony. Jest zakochana bez wzajemności w Deuce'ie. Robecca, jej najlepsza przyjaciółka przekonuje Rochelle, aby zrezygnowała z niego, gdyż skończy się to dla niej jedynie złamanym sercem. Rochelle uwielbia rzeźbić i lubi architekturę. Jej zwierzakiem jest gargulec-gryf Roux. Oficjalna lalka została wydana w maju 2012 roku.
- Manny Taur – syn Minotaura. Manny pojawiał się w tle wielu webisodów sezonie 2, większą rolę odegrał dopiero w odc. Miss Zamieszczania. Manny ma siostrę Minnie, która według Frankie, nie pochwala zachowania brata.
- Strach (ang. Hoo-Dude) – jest lalką voodoo, którą zrobiła Frankie w odc. „Lalka Strachu”, kiedy jej znajomi nalegali na spotkanie z jej chłopakiem, którego twierdziła, że ma. Był początkowo nieożywioną lalką, ale gdy Frankie odrzuciła go po tym, jak jej przyjaciółki zapewniły ją, że to dobrze dla niej nie ma chłopaka, zerwał się do życia płacząc nad ich „zerwaniem”. Potrafi wpłynąć na odczucia innych osób, jeśli trzyma obiekt należący do tej osoby, jak pokazano w odc. „Hoodoo That Voodoo That You Do”.
- Niewidzialny Billy (ang. Invisi-Billy)[a] – syn niewidzialnego człowieka. Po raz pierwszy pojawił się w odc. Infekcja strachu.
- Jinafire Long – córka chińskiego smoka. Ma zielone włosy, a jej skóra pokryta jest złotymi łuskami. Pochodzi z Fangshaiu. Jej zwierzakiem jest qilin o imieniu Qing. Jej lalka została ujawniona na Comic-Con International 2012 w San Diego.
- Skelita Calaveras – 15-letni szkielet z Heksyku. Jej zwierzątkiem jest motyl o imieniu Nati. Jej lalka została ujawniona na Comic-Con International 2012 w San Diego.
- Catrine DeMew – Catrine jest kotołakiem, pochodzi z Upioryża. Ma 415 lat. Jej lalka została ujawniona na Comic-Con International 2012 w San Diego, a swoją premierę miała w styczniu 2013 roku.
- Gigi Grant – córka dżinna. Jej zwierzątkiem jest skorpion. Jej lalka została wydana w maju 2013 roku.
- Twyla – córka boogeymana. Jej zwierzątkiem jest kurzowy króliczek. Jej lalka została wydana w maju 2013 roku.
- Wydowna Spider – córka pająka. Ma 16 lat, a jej zwierzakiem jest mucha Shoo. Jej lalka została wydana w lipcu 2013 roku.
- Catty Noir – córka kotołaka. Ma 16 lat i jest sławną piosenkarką. Jej lalka została zapowiedziana na wrzesień 2013.
- Jane Boolittle – córka szamana. Jej lalka została zaprezentowana podczas San Diego Comic-Con w 2013 r.
- Clawdia Wolf – córka wilkołaka. Jest starszą siostrą Clawda, Clawdeen i Howleen. Jej lalka została zapowiedziana na 2014 rok. Debiut Clawdii, Viperine, Honey i Elissabat miał miejsce w Strach, kamera, akcja!
- Honey Swamp – córka potwora z bagien. Jej lalka została zapowiedziana na 2014 rok.
- Viperine Gorgon – córka mitologicznej Steno, jednej z trzech sióstr-meduz (ona i Euriale były nieśmiertelne). Ma 17 lat. Jej główną ambicją jest zostanie wizażystką. Została zatrudniona jako makijażystka Veroniki von Vamp. Ciągle się spóźnia. Jest kuzynką Deuce’a Gorgona. Pochodzi z Barcelgroany.
- Elissabat – ma 1601 lat, jest wampirzycą. Pochodzi z Transylwanii. 400 lat temu miała zostać koronowana na Królową Wampirów lecz odkryła, że jej wuj Lord Stoker, chce, żeby została jego marionetką. Z pomocą Heksycjusza Steam (ang. Hexicah Steam), ojca Robekki, uciekła do Londoomu jako „Veronica von Vamp”. Z czasem została najsławniejszą aktorką i przeniosła się do Hollyduch.
- Avea Trotter – hybryda harpii (po matce) i centaura (po ojcu). Ma 17 lat. Zadebiutowała w nadchodzącym filmie Upiorne połączenie. Przyjaźni się z Neighthanem Rot, Bonitą Femur oraz Sireną von Boo. Jest uparta i często wpada w słowo.
- Neightan Rot – hybryda jednorożca (po matce) i zombie (po ojcu). Neighthan ma moc uzdrawiania dzięki genom jednorożca, zaś jego połowa zombie sprawia, że jest wyjątkowo niezdarny. Ma 17 lat. Lubi spotykać się z przyjaciółmi, jest bardzo towarzyskim potworem. Zadebiutował w filmie Upiorne połączenie. Jego przyjaciółmi są Avea Trotter, Bonita Femur oraz Sirena Von Boo. Można sądzić, że podoba mu się Frankie Stein.
- Bonita Femur – hybryda, w połowie ćma (po ojcu), w połowie szkielet (po matce). Jest płochliwa i łatwo można ją wystraszyć. Lubi medytować. Ma 17 lat. Jej debiut odbył się w filmie Upiorne połączenie. Przyjaźni się z Aveą Trotter, Neighthanem Rot oraz Sireną Von Boo.
- Sirena von Boo – hybryda. Jej matka to syrena, ojciec – duch. Lubi marzyć i często buja w obłokach, czy to na lądzie, czy w wodzie. Ma 17 lat. Nie lubi być przywiązana do jednego miejsca. Łatwo się rozprasza. Zaprzyjaźniona jest z Aveą Trotter, Neighthanem Rot oraz Bonitą Femur. Z pamiętnika Avei dowiadujemy się, że to dzięki Sirenie cała czwórka zaczęła się przyjaźnić. Zadebiutowała w filmie Upiorne połączenie.
- Porter Geiss – syn poltergeista. Jest szkolnym artystą, uczęszcza do Duszyceum. Podoba mu się Spectra Vondergeist. Uwielbia malować graffiti.
- Kiyomi Haunterly – córka Noppera-bo, japońskiego potwora bez twarzy. Jest uczennicą Duszyceum, dawniej nieśmiałą, cichą i nijaką. Potrafi otwierać portale, pozwalające przekraczać granicę między światem duchów a światem potworów. Wykorzystała tę rzadką umiejętność do anonimowego śledzenia Draculaury i ich przyjaciółek. Pod ich wpływem zmieniła się i nabyła więcej pewności siebie.
- Vandala Doubloons – córka ducha pirata, kapitan morskiego widma i uczennica Duszyceum. Ma chorobę morską i mątwę imieniem Okay.
- River Styxx – 14-letnia córka Mrocznego Kosiarza, spędza dużo czasu na łodzi ojca, służącej do przewożenia potworów między światami. Uczęszcza do Duszyceum. Uwielbia organizować przyjęcia, dobrze się na nich bawić i jeść.
- Elle Eedee – córka robota. Mieszkała w Boo-Yorku, gdzie poznała straszyciółki z Monster High. Jest ulicznym didżejem.

### Nauczyciele
- Dyrektor Głowenia Krewnicka (ang. Headless Headmistress Bloodgood) – dyrektorka Straszyceum. Jej wygląd powstał w oparciu o postać jeźdźca bez głowy. Może zdejmować swoją głowę, gdy tylko się jej to podoba. Jeździ korytarzach szkolnych na swoim demonicznym koniu Koszmarze (ang. Nightmare). Krewnicka przyjaźni się z rodziną Abbey i pozwoliła jej zatrzymać się w swoim domu w czasie trwania roku szkolnego. Prototyp lalki Dyrektor Krewnickiej został przedstawiony na Comic-Con International 2011 w San Diego. Była jedną z trzech lalek (pozostałe dwie to Scarah Screams i Córka Arachne). Lalka przegrała w głosowaniu firmy Mattel przeprowadzonym w 2011 r., ale ujawniono, że będzie dostępna do kupienia w sieci Toys „R” Us w 2013 r.
- Pan Gdzie (ang. Mr. Where) – niewidzialny człowiek, jest nauczycielem dramaturgii w Straszyceum. Nosi bandaże, by być widzialnym, choć może sprawić, żeby też stały się niewidzialne. Pierwszy raz pojawił się w odcinku „Elektryzujący dzień”.
- Pan Hackington, powszechnie nazywany panem Hackiem – jest szalonym naukowcem (bądź katem). W Straszyceum uczy szalonej nauki. Po raz pierwszy pojawił się w odc. „Elektryzujący dzień”.
- Pan Paskudny, jeden z najbardziej nielubianych nauczycieli. W Straszyceum uczy martwych języków. Znany z tego, że nie stawia piątek i szóstek.

## Wersja polska
Opracowanie i udźwiękowienie wersji polskiej: Studio Sonica

Dialogi Polskie: Jan Aleksandrowicz-Krasko

Reżyseria: Miriam Aleksandrowicz

Dźwięk i Montaż: Maciej Brzeziński
Agnieszka Stankowska

Kierownictwo Produkcji: Piotr Pluciński

Wystąpili:
- Joanna Pach – Frankie Stein
- Anna Bojara – Draculaura
- Małgorzata Majewska – Clawdeen Wolf
- Agnieszka Kudelska – Lagoona Blue
- Dorota Furtak – Cleo de Nile
- Audu Paden – Ghoulia Yelps / Wolny Moe
- Rafał Zawierucha – Deuce Gorgon
- Lucyna Malec – Abbey Bominable / dr.Głowenia Krewnicka
- Rafał Fudalej – Jackson Jekyll / Holt Hyde
- Tomasz Jarosz – Clawd Wolf / Manny Taur
- Karolina Muszalak – Howleen Wolf
- Andrzej Nejman – Van HellKrzyk
- Aleksandra Buda – Spectra Vondergeist / Nefera de Nile / Operetta
- Magdalena Piotrowska – Toralei Stripe
- Monika Pikuła – Robecca Steam
- Agnieszka Pawełkiewicz – Iris Clops
- Beata Wyrąbkiewicz –  Scarah Screams/ C.A Cupid
- Grzegorz Drojewski – Gillington „Gil” Webber / Strachu
- Agnieszka Fajlhauer – Elissabat
- Anna Wodzyńska – Gigi Grant
- Magdalena Krylik-Gruziel – Skelita Calaveras / Amanita Nighshade
- Dominika Sell – Jinafire Long
- Robert Kuraś – Gillington ''Gil'' Webber (nowsze odcinki)
- Ewa Prus – Rochelle Goyle
- Julia Kołakowska-Bytner – Venus McFlytrap (niektóre odcinki) / Vandala Doubloons
- Patrycja Wodzyńska – Casta Fierce
- Jadwiga Gryn – Catrine
- Justyna Bojczuk – Luna Mothews
- Agata Wątróbska – Catty Noir
- Karolina Bacia – Mouscedes King
- Olga Kalicka – Elle Eedee
- Katarzyna Owczarz – Astranova / Posea Reef
- Marta Dobecka – Venus McFlytrap
- Milena Suszyńska – Viperine Gorgon
- Marta Dylewska – Sirena von Boo
- Magdalena Wasylik – Pearl Serpentine
- Marta Kurzak – Peri Serpentine
- Agata Góral – Kala Mer'ri
- Grzegorz Kwiecień – Kieran Valentine
- Agata Paszkowska – Honey Swamp
- Natalia Jankiewicz – Kjersti Trollson

## Kontrowersje
Wielu teologów i egzorcystów, zwłaszcza katolickich zwraca uwagę, na zagrożenia duchowe dla dzieci związane z serią Monster High. Podkreślane jest zagrożenie dla duchowości i psychiki dziecka, przyczynianie się do zatarcia różnicy między dobrem i złem, pięknem a brzydotą, a także bezmyślne przyjmowanie prowokującego erotycznie stylu ubioru, mówienia i poruszania się przez dzieci nie rozumiejące jeszcze znaczenia słowa erotyka.
W Rosji konserwatywny Komitet Rodziców z Uralu wystąpił do władz federacji z wnioskiem o zakaz sprzedaży i reklamy lalek i gadżetów związanych z serią Monster High.